# Oshibori
Un oshibori (おしぼり?), también conocido como otefuki, es una toalla de mano húmeda, fría o caliente, que se ofrece en un restaurante o salón de té en Japón. Se utilizan para limpiarse las manos antes de comer y han sido consideradas durante largo tiempo una costumbre tradicional en Japón. Las oshibori frías se dan en verano, mientras que las oshibori calientes se ofrecen en invierno. El término oshibori se escribe habitualmente en hiragana y raramente se utiliza el kanji.

## Oshiboris típicos

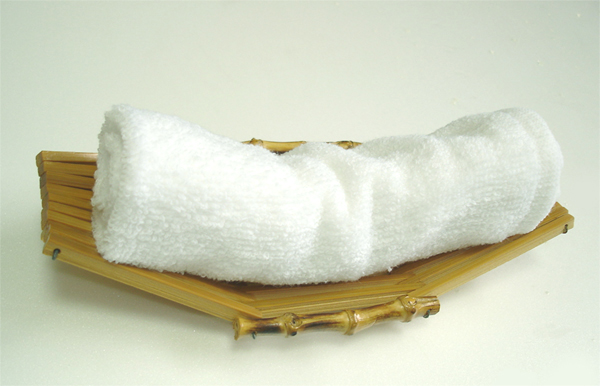
Oshibori presentado en un pequeño soporte de bambú.

El oshibori típico está hecho de tela, humedecido en agua y escurrido. Posteriormente es colocado en la mesa para que los clientes puedan frotarse las manos con el antes o durante la comida. El oshibori es a menudo enrollado o plegado y ofrecido al cliente en algún tipo de bandeja.
El oshibori actualmente también se ofrece en la mayoría de los vuelos hacia y desde Japón, y cada vez está obteniendo una mayor aceptación fuera de este país. Japan Airlines comenzó a ofrecer oshibori en 1959. 
- Datos: Q1331726
- Multimedia: Oshibori / Q1331726